# Ева Ріккобоно
Ева Ріккобоно (італ. Eva Riccobono) (*.. 7 лютого 1983) — італійська супермодель та акторка.

## Біографія
Ева Ріккобоно народилася в Палермо. Батько — італієць, мати — німкеня. У 18 років почала працювати моделлю. У 2002 році дебютувала на телебаченні.

## Фільмографія
- Grande, grosso e... Verdone (2008)
- E la chiamano estate (2011)
- Passione sinistra (2013)
- Niente può fermarci (2013)
- La vita oscena (TBA)